# Шлягер FM
Шлягер FM (раніше Radio Shanson)— радіостанція в Україні, розпочала мовлення 1996 року як радіо «Шансон», 9 жовтня 2001 року — власне мовлення. Входить до холдингу «Business Radio Group». 22 лютого 2024 року радіо «Шансон» змінило назву на «Шлягер FM», а з 8 березня звучать його нові позивні з новою ж назвою.

## Музичне наповнення
З запуску до введення квот на радіо була здебільшого російськомовною, до 2022 року основним наповненням станції були російський шансон, блатна пісня і міський романс або «блатняк», тобто музика, що оспівує побут і звичаї злочинного середовища та нижчих верств населення. Також у етері звучала невелика частка бардівської пісні та пісні з радянських кінофільмів;
Після початку російського вторгнення в Україну станція відмовилася від пісень російських виконавців, плейліст складався з пісень українських та закордонних виконавців в жанрі поп-музика та міський романс. Після зміни назви на Шлягер FM станція перейшла на 100 % українського контенту. Окрім музичних блоків в ефірі лунають новини, ранкове шоу, інформаційно-пізнавальні рубрики, хіт-паради, тематичні, ігрові, розважальні та вітальні програми.

## Програми
- «Зустрічайте ранок» — розважальна ранкова програма. Ведучий Юрій Бочарников. Час: понеділок-п'ятниця: 08:00—11:00
- «Денний ефір» — розважальна програма. Ведуча — Наталія Селіна. Гості програми — українські артисти, які презентують в ефірі свої нові пісні.
- «Файна двадцятка» — хіт парад українських пісень. Час: п'ятниця 17.00 — 18.00, повтор субота: 12.00 — 13.00
- «Тільки для вас» — програма привітань. Будні: з 13:00 до 21.00 та 14:00 до 15:00

### Закриті
- «Хоть бы шоу» — розважальна ранкова програма. Ведучі: Вадим Пономаренко, Юрій Василич. Час: понеділок-п'ятниця: 08:00—11:00
- «Концерт по заявкам» («КПЗ») — програма привітань. Ведучі: Богдан Корабльов, Валерія Кім, Таня Теплова, Наталія Селіна. Час: понеділок-неділя: 19:00—21:00

## Мапа покриття
- Київ — 101,9 FM

### Вінницька область
- Вінниця — 107,0 FM

### Волинська область
- Луцьк — 103,4 FM

### Дніпропетровська область
- Дніпро — 105,3 FM
- Кривий Ріг — 101,0 FM
- Павлоград — 102,2 FM

### Донецька область
- Маріуполь — 106,9 FM — замінений на Радіо Вєсті FM (РФ)

### Житомирська область
- Житомир — 87,6 FM
- Коростишів — 99,2 FM
- Пулини — 88,4 FM

### Закарпатська область
- Ужгород — 87,9 FM

### Запорізька область
- Запоріжжя — 104,5 FM
- Бердянськ — 101,0 FM — замінений на Радіо Маяк (РФ)
- Мелітополь — 104,7 FM

### Івано-Франківська область
- Яремче — 101,5 FM

### Київська область
- Біла Церква — 88,8 FM
- Згурівка — 94,7 FM

### Кіровоградська область
- Кропивницький — 106,7 FM
- Олександрія — 97,2 FM

### Луганська область
- Луганськ — 105,5 FM — замінений на Радіо Play FM (РФ)

### Львівська область
- Львів — 90,4 FM
- Стрий — 90,9 FM

### Миколаївська область
- Миколаїв — 90,8 FM

### Одеська область
- Одеса — 91,8 FM
- Петровірівка — 98,6 FM

### Полтавська область
- Полтава — 105,0 FM
- Кременчук — 104,9 FM
- Лубни — 104,0 FM

### Рівненська область
- Рівне — 88,5 FM

### Сумська область
- Суми — 106,4 FM
- Шостка — 88,0 FM

### Тернопільська область
- Тернопіль — 90,8 FM

### Харківська область
- Харків — 103,5 FM

### Херсонська область
- Херсон — 92,2 FM
- Олешки — 92,2 FM

### Хмельницька область
- Хмельницький — 104,0 FM

### Черкаська область
- Черкаси — 107,5 FM
- Умань — 88,5 FM

### Чернігівська область
- Чернігів — 106,8 FM

### Автономна республіка КримтаСевастополь
- Євпаторія — 100,4 FM — замінений на Радіо Шансон (РФ)
- Керч — 105,7 FM  — замінений на Радіо Шансон (РФ)
- Севастополь — 101,5 FM  — замінений на Радіо Шансон (РФ)
- Сімферополь — 105,4 FM — замінений на Радіо Шансон (РФ)
- Ялта — 100,2 FM  — замінений на Радіо Шансон (РФ)

### Сторінки в соцмережах
- Шлягер FM у соцмережі «Facebook»
- Шлягер FM у соцмережі «Твіттер»
- Шлягер FM  у соцмережі «Instagram»